# Bernhard Fischer-Schweder
Bernhard Fischer-Schweder, född 12 januari 1904 i Spandau, död 28 november 1960, var en tysk SS-Oberführer och Kriminalrat. Han är bland annat känd för att under andra världskriget ha tagit aktiv del i Einsatzkommando Tilsit, som år 1941 mördade tusentals judar i Memel (Klaipėda).
Fischer-Schweder ställdes 1958 inför rätta vid Einsatzgruppenrättegången i Ulm och dömdes till tio års fängelse.

## Biografi
År 1925 blev Fischer-Schweder medlem av Nationalsocialistiska tyska arbetarepartiet (NSDAP) och Sturmabteilung (SA). Inom SA uppnådde han 1938 tjänstegraden Oberführer. Kort efter Adolf Hitlers maktövertagande i januari 1933 inledde Fischer-Schweder sin bana inom den tyska polisen. Han var verksam i bland annat Berlin-Charlottenburg, Breslau och Leignitz. I oktober 1940 utnämndes han till verkställande polisdirektor i Memel och blev i januari året därpå ordinarie. I augusti 1941 upptogs Fischer-Schweder i Schutzstaffel (SS); då han hade tjänstegraden Oberführer i SA fick han genom Dienstgradangleichung ("tjänstegradsförvandling") motsvarande tjänstegrad i SS.

### Operation Barbarossa
I gryningen den 22 juni 1941 anföll Tyskland sin tidigare bundsförvant Sovjetunionen och inledde den omfattande Operation Barbarossa. Enligt Tredje rikets Führer Adolf Hitler innebar kriget mot Sovjetunionen ett ideologiskt förintelsekrig och den ”judisk-bolsjevikiska intelligentian” måste elimineras. Efter de framryckande tyska arméerna följde Einsatzgruppen, mobila insatsgrupper. Chefen för Reichssicherheitshauptamt, Reinhard Heydrich, gav insatsgrupperna i uppdrag att mörda judar, romer, partisaner, politiska kommissarier (så kallade politruker) och andra personer som ansågs hota Tredje rikets säkerhet. Beträffande insatsgruppernas massmord på judar mördades initialt endast män, men i augusti 1941 gav Reichsführer-SS Heinrich Himmler order om att massmordet även skulle inbegripa kvinnor och barn.
Fischer-Schweder kom att ingå i Einsatzkommando Tilsit, ett insatskommando som underställdes Einsatzgruppe A. 
Den 24 juni 1941 gav insatskommandots chef, Hans-Joachim Böhme, i samråd med Werner Hersmann, chef för Sicherheitsdienst i Tilsit, order om att 200 judar i gränsstaden Garsden skulle skjutas. Vid ett möte senare samma dag gav befälhavaren för Einsatzgruppe A, Walter Stahlecker, sitt godkännande åt aktionen. Inför sina underordnade, som valts ut för att utföra arkebuseringarna, rättfärdigade Fischer-Schweder aktionen med att de dödsdömda hade angripit tyska soldater. Detta var dock endast ett svepskäl. Fischer-Schweder spelade en nyckelroll vid mordaktionerna i Garsden och Krottingen (Kretinga). Fischer-Schweder sköt personligen ihjäl de personer som inte omedelbart avlidit vid avrättningen.
I oktober 1942 tjänstgjorde Fischer-Schweder kortvarigt som ställföreträdande SS- och polischef i Charkiv och Kiev. I november 1943 kommenderades han till Waffen-SS. Från januari 1945 var han kompanichef inom 12. SS-Panzer-Division "Hitlerjugend". Han sårades i Österrike och greps av allierade trupper. Efter sex veckors internering släpptes han fri.

### Efter andra världskriget
Efter andra världskriget verkade Fischer-Schweder bland annat som försäljare i olika företag. Han greps 1956 och ställdes 1958 inför rätta inför Landgericht Ulm. Bland övriga åtalade återfanns Hans-Joachim Böhme, Werner Hersmann, Pranas Lukys, Werner Kreuzmann, Harm Willms Harms, Franz Behrendt, Gerhard Carsten, Edwin Sakuth och Werner Schmidt-Hammer. I augusti 1958 dömdes Fischer-Schweder till tio års fängelse för medhjälp till mord i 526 fall. Han avled två år senare.